# Miguel Ángel Benítez Gómez
Miguel Ángel Benítez Gómez (Jerez de la Frontera, 20 de junio de 1983-Ib., 6 de julio de 2004) conocido también como Er Migue, El Verde Reverde, Gufi, El Búlgaro o El Cuerdo, fue un músico español integrante y fundador con Marcos del Ojo del grupo Los Delinqüentes. 
Fue cantante, compositor y guitarrista del grupo hasta su fallecimiento según algunas fuentes de etiología natural, por un paro cardíaco, mientras dormía en su casa, un 6 de julio por la tarde. Según algunas otras fuentes su fallecimiento estuvo relacionado al consumo de drogas. Desde entonces, toda una generación de jóvenes y curiosos que conocen su obra, tanto antes como después de su muerte —sintiéndose él identificado con el mundo a la vez mundano y a la par estrictamente poético en lo que a los movimientos literarios más destacados del panorama andaluz contemporáneo se refiere— sigue reivindicando una mayor importancia del legado de Migue Benítez en la cultura popular musical española. 
Cada año se celebra el 'Vente pa' Jerez' en su homenaje, donde íntimos suyos como el Canijo de Jerez, recalcan su sentimiento garrapatero que aún perdura en muchos corazones.

## Biografía
Conoció a Marcos del Ojo er Canijo en el Instituto Caballero Bonald de Jerez de la Frontera, donde compartieron afinidades, a partir de que Miguel vistiese una sudadera del grupo Triana y El Canijo le preguntara por ello. De esta forma, se hicieron amigos y más tarde comenzaron a escribir canciones, poemas y obras teatrales, formando el grupo musical Los Delinqüentes. Continuaron ensayando las primeras canciones como «Duende garrapata» y «Esos bichos que nacen de los claveles». Diego Pozo, también conocido como El Ratón, era el tercer integrante de Los Delinqüentes. Er Migue, er Canijo y el Ratón, se conocieron en la puerta del pub jerezano "Los Dos Deditos". Desde ese día el Ratón comenzó a dar clases de guitarra a los que a la postre se convertirían en sus compañeros de banda.

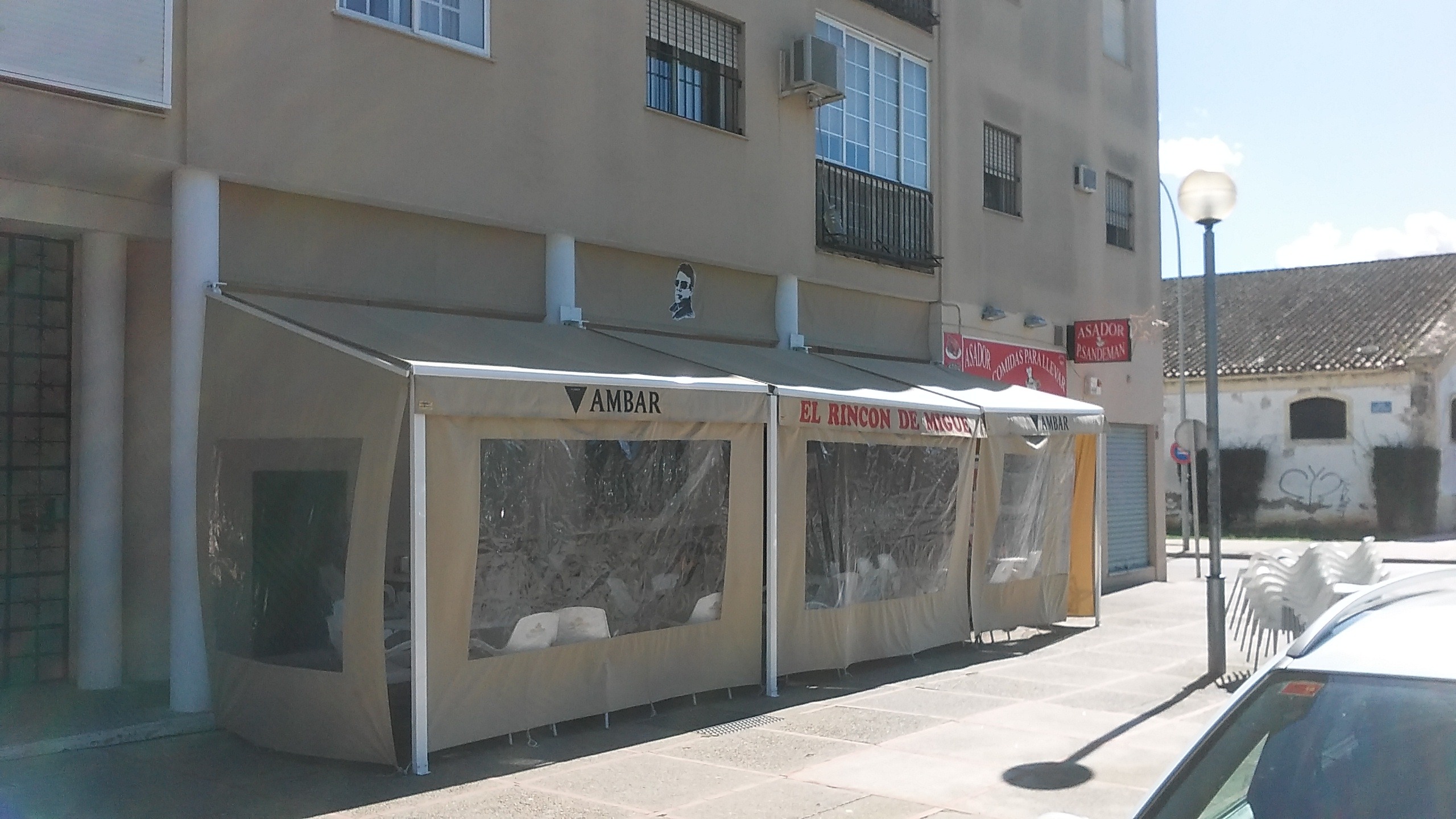
Bar dedicado a Migue

En enero de 1999 grabaron su primera maqueta en los Estudios Pegamento de Jerez, y posteriormente empezaron a colaborar con el productor José Manuel García Pelayo. A él le llamaban «El Búlgaro», «El Descalzo».
La discográfica EMI se interesó por ellos a principios del verano de 2000, pero al no recibir respuesta en firme, viajaron a Madrid en octubre de aquel mismo año, para dar varios conciertos y colarse en algunas casas discográficas a cantar sus canciones en directo.
Finalmente consiguieron ofertas de Sony y Virgin, y se decidieron por la segunda.
Miguel escribió poesía y canciones desde los 12 años. Canciones como «Fumata del Ladrillo» o «El aire de la calle» las había compuesto antes de cumplir los 16.
Con 17 años firmó con Virgin para la grabación del primer larga duración de Los Delinqüentes, y dos años después el grupo obtenía por aquel disco El sentimiento garrapatero que nos traen las flores un disco de oro por las más de cincuenta mil copias vendidas.
Todas las canciones las firmaban Migue Benítez y el Canijo a medias. Estos dos personajes consiguieron crear un buen número de himnos callejeros que hoy en día están considerados de lo mejor del panorama nacional. El estilo de cantar de Migue es más apegado al cante flamenco y es notoria la influencia en sus canciones de Pata Negra, Triana y Bon Scott de AC/DC.
La gira del segundo disco de Los Delinqüentes, Arquitectura del aire en la calle, se paró en octubre de 2003 para que Migue descansara en un centro de rehabilitación[cita requerida], dejase las drogas y se recuperase. Tras su desintoxicación, Migue Benítez volvió a tener recaídas y Los Delinqüentes decidieron seguir adelante sin él, a la espera de que Migue se desintoxicara.
Migue, sin embargo, en aquel febrero de 2004, decidió emprender su carrera en solitario y empezó a dar forma y a componer para un ambicioso proyecto: un triple disco que publicaría bajo un nuevo nombre artístico: Matajare, y que titularía 9, El verde reverde vuelve.
El día 6 de julio de 2004 falleció debido a un paro cardíaco. Fue enterrado en el cementerio de Nuestra Señora de La Merced de Jerez.
Marcos del Ojo y Diego Pozo Ratón le dedicaron el disco El verde rebelde vuelve, así como Recuerdos garrapateros de la flama y el carril.

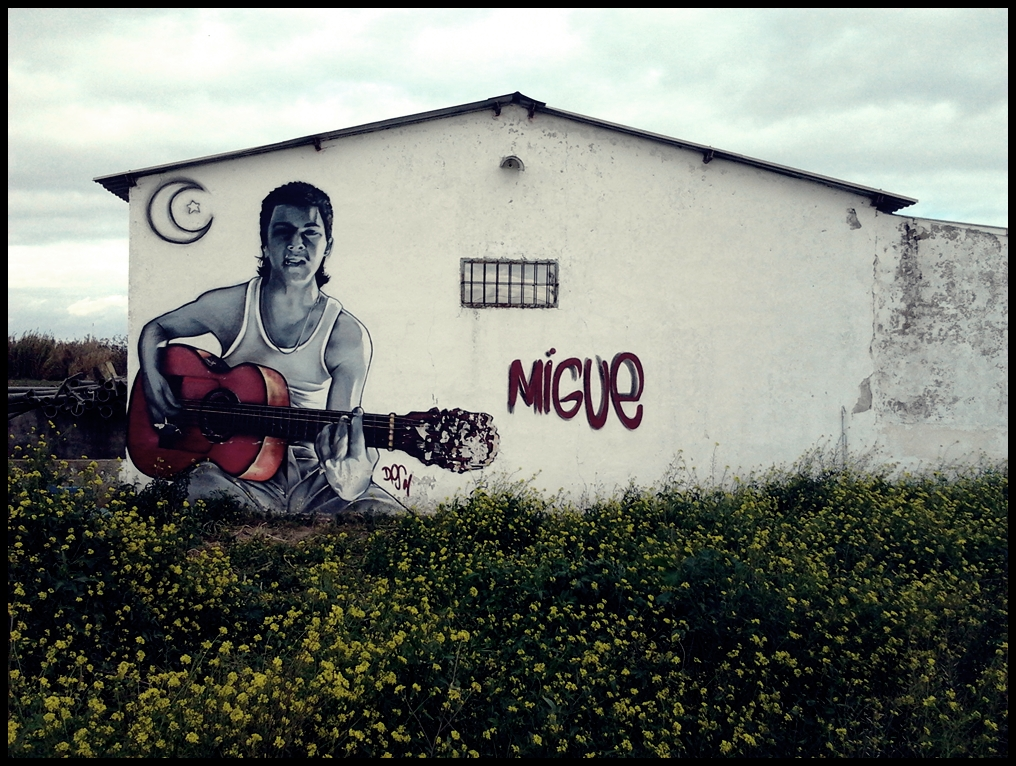
Mural homenaje

En marzo de 2010 se publicó el disco-libro Cómo apretar los dientes, que incluye una selección de canciones que Benítez preparó para su proyecto Matajare: 9 en el que trabajaba antes de morir. Además del disco, la publicación contiene un libro con poesías, reflexiones, historietas y narraciones de Benítez. 
En noviembre de 2010, de nuevo bajo la dirección y producción de su hermano Manu Benítez, se lanzó la edición especial del disco-libro incluyendo Matajare 9, otras+, CD con doce canciones: seis inéditas, tres versiones originales de Matajare 9 y tres versiones alternativas de canciones de ese mismo disco.
La obra de Migue Benítez ha influido en muchísimos músicos de su generación y de las generaciones posteriores. El poeta y músico extremeño José Manuel Díez escribió en su recuerdo la canción «Delinqüentes y poetas», en 2011, incluida en el disco Besos de cabra de su grupo El Desván del Duende, con colaboración de Los Delinqüentes.
Desde 2014, anualmente, se celebra en Jerez el encuentro garrapatero en memoria de Migue, con conciertos, quedadas, rutas, exposiciones… el Vente Pa’ Jerez.